# Arthur Gore (1er comte d'Arran)
Arthur Gore (1703 - 17 avril 1773) est un homme politique irlandais.

## Biographie
Il est le fils d'Arthur Gore (2e baronnet) et d'Elizabeth Annesley, et fait ses études au Trinity College, à Dublin. En 1727, il est élu à la Chambre des communes irlandaise pour le Donegal, poste qu'il occupe jusqu'en 1758. Il est également haut-shérif de Wexford en 1738 et est admis au Conseil privé d'Irlande en 1748. En 1758, il est élevé à la pairie d'Irlande sous le nom de baron Saunders, de Deeps, dans le comté de Wexford, et de vicomte Sudley, de Castle Gore, dans le comté de Mayo. En 1762, il est créé comte d'Arran, des îles Arran, dans le comté de Galway. C'est la troisième fois que le titre de comte d'Arran est créé dans la pairie d'Irlande.
Sa sœur Anne épousa John Browne, le 1er comte d'Altamont, en décembre 1729. Lord Arran épouse Jane Saunders, fille de Richard Saunders (petit-fils du député Henry Whitfield), en 1731. Ils ont trois fils et deux filles. Il meurt en avril 1773 et son fils aîné Arthur Gore (2e comte d'Arran) lui succède.